# 越南廣播電台

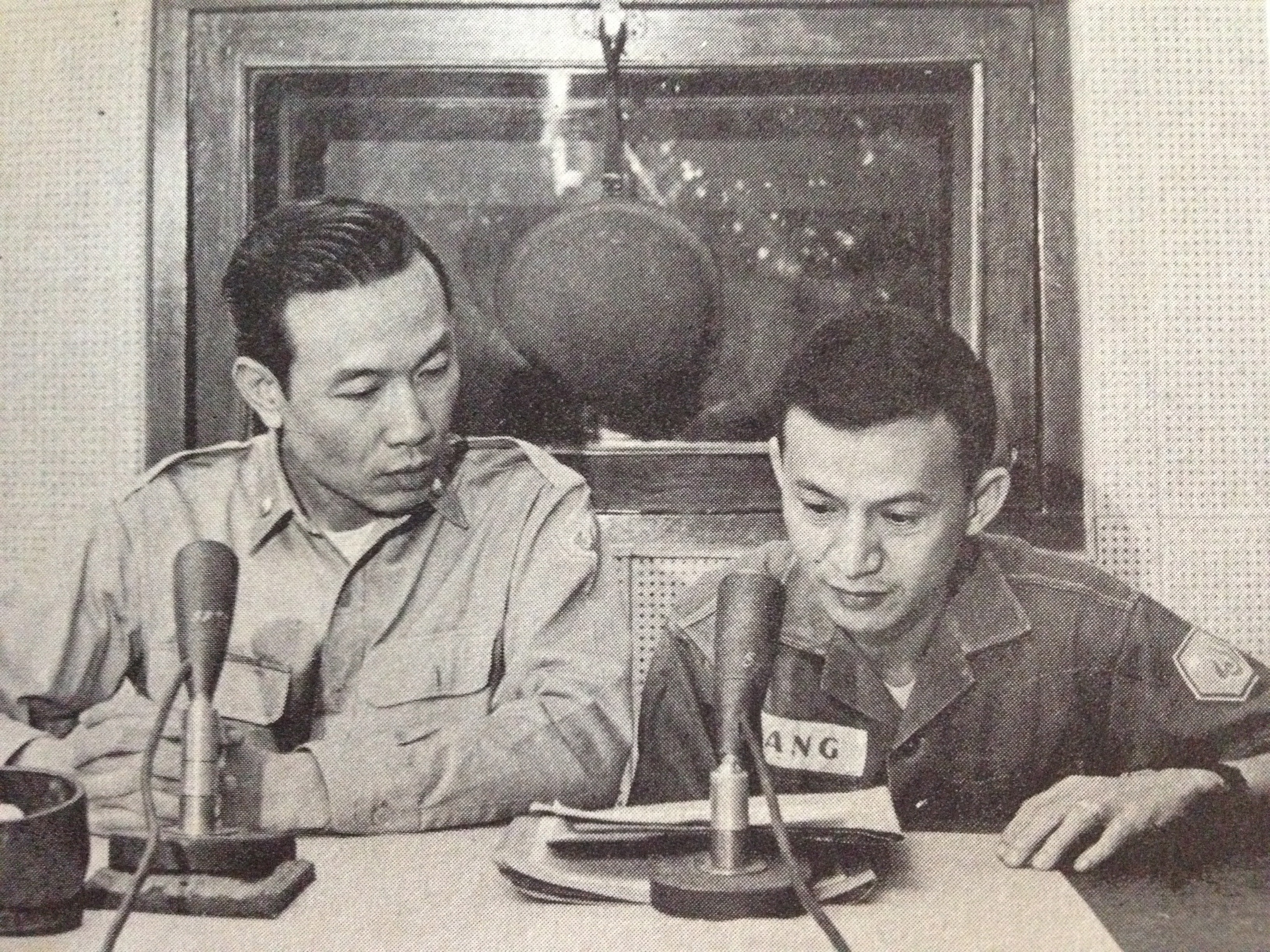
越南广播电台“B台”（军队电台）播音室画面。

越南广播电台（简称VTVN），又称“西贡电台”（Đài phát thanh Sài Gòn）或“国家电台”（Đài Phát thanh Quốc gia），是越南共和国（南越）的国营广播电台，总部位于西贡（今胡志明市）。

## 历史

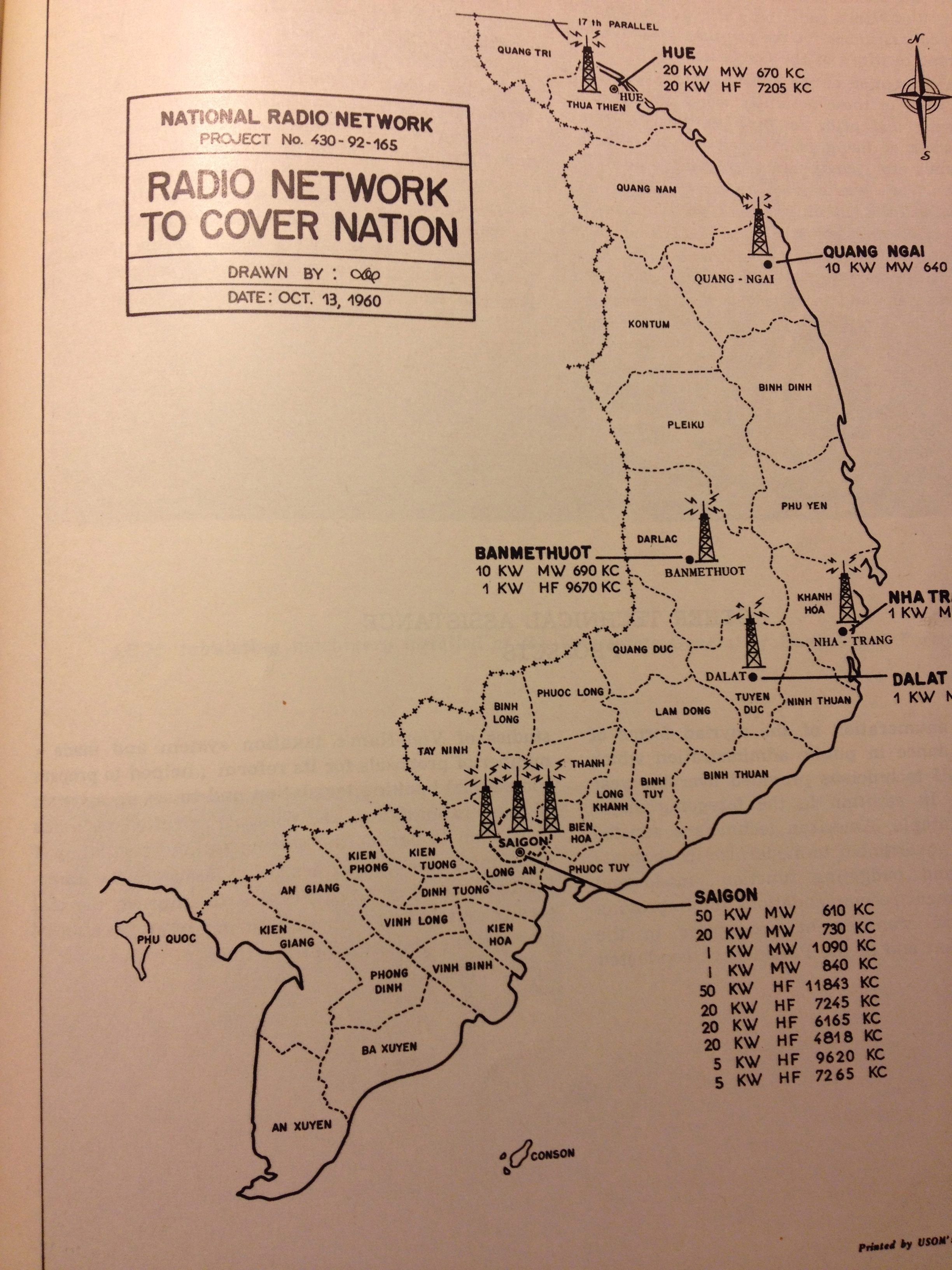
1960年南越广播网覆盖地图。

越南广播电台成立于1950年，由当时的越南国政府创建，法国人实际负责电台运营。1954年，法国在第一次印度支那战争中失败后撤出中南半岛，电台移交给南越政府，并得到了美国的技术援助，发射功率从原先的5kW增加到100kW。1961年，除西贡外，越南广播电台在南越全境共有6座转播站，分别位于顺化、广义、芽庄、大叻、邦美蜀和巴川；到1966年，这一数字增加至13座。据1964年的统计，南越全境共有约42万台收音机。
随着越南民主共和国（北越）和越南南方民族解放阵线（越共）发动“新春攻势”，南越的广播电台也成为越共的袭击目标。“新春攻势”后，越南广播电台进行了重组，采取四级办台模式：西贡电台为总台；岘港、归仁、芽庄电台为二级电台，功率50kW；顺化、广义、芹苴和邦美蜀电台为三级电台，其中邦美蜀电台功率55kW；其余为地方台。
1975年4月29日16时，越南广播电台停播；翌日，越共控制的“解放电台”接管了越南广播电台的设备，并更名为“西贡解放电台”，之后又改名为“胡志明市人民之声”，并沿用至今。

## 频率和节目
越南广播电台共有四套频率：
- A台为全国综合广播，在西贡发射，使用870、9775、6166和4810kHz播出；
- B台又称“军队电台”（Đài Phát thanh Quân đội）或“军队之声”（Đài Tiếng nói Quân đội），对越南共和国军广播，使用7260和610kHz播出[4]；其中610kHz被后来的胡志明市人民之声沿用至今，为现今亚太地区罕见的10kHz步进中波电台频率（亚太地区通常为9kHz步进）；
- C台为法语频率，使用1090和9754kHz播出；
- D台为外语广播，早期仅有汉语普通话（国语）和粤语广播，1966年又增加了英语、高棉语和泰语广播。

越南广播电台西贡总台（A台）每天播出18小时，其余分台和地方台每天播出时长稍短。据1964年的统计数据，当年南越11家广播电台每天播出时长约120小时，其中80%（约96小时）的节目为越南语节目，其余为外语和越南少数民族语言节目。越南广播电台每天23:58和7:58会播放南越国歌（1975年4月29日为7:58和15:57）。20世纪60年代，越南广播电台的一档流行音乐节目曾广受欢迎。